# Бесы
«Бе́сы» (рус. дореф. Бѣсы) — шестой роман Фёдора Михайловича Достоевского, изданный в 1871—1872 годах. Один из наиболее политизированных романов Достоевского был написан им под впечатлением от ростков террористического и радикального движений в среде русских интеллигентов, разночинцев и прочих. Непосредственным прообразом сюжета романа стало вызвавшее большой резонанс в обществе дело об убийстве студента Ивана Иванова, задуманное С. Г. Нечаевым с целью укрепления своей власти в революционном террористическом кружке.
В романе отражено поразившее всех явление политической жизни страны — «нечаевщина».
Достоевский замыслил не очень большое произведение на злобу дня, которое планировал вскоре закончить. Весной 1870 года Достоевский писал по этому поводу критику и философу Николаю Страхову: «На вещь, которую я теперь пишу в „Русский вестник“, я сильно надеюсь, но не с художественной, а тенденциозной стороны; хочется высказать несколько мыслей, хотя бы при этом пострадала художественность. Но меня увлекает накопившееся в уме и сердце; пусть выйдет хоть памфлет, но я выскажусь».
В «Бесы» вошли части замысла большого романа «Жития великого грешника», возможно, зародившегося у Достоевского сразу после возвращения из ссылки.
В процессе написания значительно усложнились идея и сюжет произведения. Полемика героев-идеологов продолжала линию, начатую ещё в романе «Преступление и наказание». «Бесы» стали одним из значительнейших произведений Достоевского — романом-предсказанием, романом-предупреждением.
«Бесы» входят в ряд русских антинигилистических романов, в котором критически разбираются идеи левого толка, в том числе и атеистические, занимавшие умы молодёжи того времени. Д. Д. Минаев сравнивал «Бесов» с антинигилистическими романами В. П. Клюшникова, Н. С. Лескова и А. Ф. Писемского.
Напротив, в 1872 году В. П. Буренин, критические отзывы которого ценил Достоевский, отделил роман «Бесы» от рядовых «антинигилистических» произведений Н. С. Лескова, Б. М. Маркевича, В. Г. Авсеенко, П. Д. Боборыкина, Н. Д. Ахшарумова. Критик писал: «<…> несмотря на всю болезненность творчества даровитого автора, всё-таки приходится сказать, что „Бесы“ — едва ли не лучший роман за настоящий год».
Четыре основных протагониста политического толка в книге: Верховенский, Шатов, Ставрогин и Кириллов.
В советское время «антинигилистический роман» официально считался идеологически враждебным явлением, клеветническим по отношению к революционному движению, но первое время его было возможно переиздавать и изучать. В 1935 году роман был запрещён, после начала «хрущёвской оттепели» переиздавался только в составе собраний сочинений Достоевского. Первые после долгого перерыва массовые издания «Бесов» вышли в 1989 г.
Роман экранизирован в 1988, 1992, 2006 и 2014 (дважды) годах.

## История создания
Достоевский написал роман «Бесы» в саксонском Дрездене, где со второй женой Анной Григорьевной в 1869 году они прижили вторую дочь Любовь. В романе есть несколько строк о городе Дрездене. Их произносит один из главных героев романа — Петр Верховенский:
И знайте, я советую вам Дрезден, а не на тихие острова. Во-первых, это город никогда не видавший никакой эпидемии, а так как вы человек развитый, то, наверное, смерти боитесь; во-вторых, близко от русской границы, так что можно скорее получать из любезного отечества доходы; ну и наконец, заключает в себе свою собственную карманную Швейцарию… Одним словом, клад в табакерке!

## Сюжет
Действие происходит в губернском городе и в поместье Варвары Петровны Ставрогиной. Сын либерала старинного образца Степана Трофимовича Верховенского Пётр Верховенский — главный идейный вдохновитель революционной ячейки. Он пытается вовлечь в революционное движение Николая Всеволодовича Ставрогина, сына помещицы Ставрогиной. Верховенский собирает «сочувствующую» революции молодёжь: философа Шигалева, Толкаченко («знаток народа»), чиновника Виргинского и других. Дабы связать кровью созданную им ячейку, Верховенский замышляет убийство бывшего студента Ивана Шатова, собирающегося порвать с революционерами и донести на них из-за увлечения идеей народа-«богоносца».

## Персонажи
Антон Лаврентьевич Г-в — герой-рассказчик, от лица которого ведётся повествование. Молодой человек, вхожий в высшее общество города, либеральных убеждений. Ближайший друг («конфидент») Степана Трофимовича.
Степан Трофимович Верховенский — учитель Николая Ставрогина и Лизаветы Николаевны. Отец единственного сына, одного из главных героев романа — Петра Степановича Верховенского — прижитого в первом браке, всего же был женат дважды. Как замечает Хроникёр, в молодости, при Николае Первом, он какое-то время (впрочем, всего «самую маленькую минуточку») для многих стоял в одном ряду с Белинским, Герценом, Грановским: защитив «блестящую диссертацию», задевшую тогдашних славянофилов, он начал читать в университете курс лекций («кажется, об аравитянах»). Однако после обнаружения полицией его поэмы на мифологический сюжет, которую могли счесть опасной, и неосторожного письма он поспешил бросить свою короткую преподавательскую деятельность и уехать в имение Варвары Петровны для обучения её сына (она давно приглашала), хотя мог бы отделаться просто объяснениями. При этом он уверял всех, что отправлен в ссылку и состоит под наблюдением, и сам же настолько искренне в это верил, что обижался на любые попытки его разубедить. В Скворешниках Степан Трофимович воспитывал и учил маленького Николая, сумев «вызвать в нём первое, ещё неопределённое ощущение той вековечной, священной тоски», которую не променять на «дешёвое удовлетворение», но, по мнению Рассказчика, ученику сильно повезло, что в 15 лет его оторвали от не в меру чувствительного и слезливого учителя и отправили учиться в лицей. После этого бывший преподаватель остался на положении друга и приживальца в имении Ставрогиной, позднее переселился в собственный дом, однако продолжал часто видеться с Варварой Петровной и материально зависеть от неё. Изначально Степан Трофимович намеревался тратить освободившееся время на изучение словесности и истории и написание научных трудов, но в результате старел за картами, шампанским и бесцельной либеральной болтовнёй. Постепенно вокруг него сложился кружок, в который входили Хроникёр, Шатов, Липутин, Виргинский и др. В конце 1850-х, после того как о нём вспомнили в паре изданий «как о бывшей звезде в известном созвездии», вместе с Варварой Петровной совершил поездку в Петербург и попытался восстановить былое влияние. Сначала его принимали с успехом, но сама бывшая «знаменитость» понимала, что никто из тех, кто находился в тот момент в гуще общественной жизни, о нём ничего не знает и не помнит. Однако отношение к Степану Трофимовичу изменилось после того, как на публичных вечерах он стал превозносить искусство, а также в результате скандала: публика заклеймила Варвару Петровну и Степана Трофимовича за то, что на вечере у Ставрогиной после стычки между радикально настроенным юношей и генералом последнего не выгнали. Оставаться в Петербурге было бессмысленно, и Степан Трофимович, съездив на некоторое время за границу, вернулся в Скворешники, не вытерпев разлуки с Варварой Петровной. «Через два дня всё пошло по-старому и даже скучнее старого».
После приезда Николая Варвара Петровна, подозревая, что между её сыном и Дарьей Павловной есть связь, чуть ли не силой попыталась женить на ней своего друга, но отказалась от этой идеи, оскорблённая тем, что Степан Трофимович посчитал, что его женят на «чужих грехах». При этом Варвара Петровна очень ревниво отнеслась к тому, что Степан Трофимович согласился жениться на Дарье Павловне и даже начал прихорашиваться (по наблюдениям Хроникёра, за последнее время «он видимо и быстро опустился»), ей было бы гораздо по душе, если бы он отказался от женитьбы, разъяснив свой отказ тем, что Варвара Петровна — единственная в его жизни женщина, пусть между ними и не предполагалось романа. На прощальном вечере Кармазинова Верховенский прочитал пламенную речь о том, что красота — самое важное в истории человечества, но был освистан как мякенький либерал 1840-х годов. Вскоре после этого, не вынеся больше своего положения нахлебника, он исполнил своё обещание и тайно ушёл из города. Однако по дороге он заболел и умер в случайном доме на руках у примчавшейся к нему Варвары Петровны и попутчицы Софьи Матвеевны, к которой он крайне привязался в конце жизни (без этого он не мог).
Исследователями творчества Ф. М. Достоевского и Л. Н. Толстого отмечено, что вышеописанный сюжетный ход в романе 1870 года непостижимым образом предвосхищает событие 1910 года, последнее в жизни Льва Толстого, который подробностями своей биографии во многом напоминает Верховенского-старшего.
Верховенский-старший в романе — добрый, безобидный, но слабый, непрактичный, совершенно несамостоятельный человек. В молодости отличался редкостной красотой, которая и в старости его до конца не оставила. Находит полное взаимопонимание и искреннюю любовь со стороны детей, потому что сам, несмотря на свои почтенные лета, ребёнок. В то же время, обладает очень острым в своём роде умом. Он прекрасно смог понять своё незавидное положение во время поездки в Петербург, даже в минуты оваций в его честь. Более того, он прекрасно разбирается в политических течениях и чувствует сильную вину и боль за то, что молодые радикалы извратили мечты и идеи его поколения, ведь сам он безответственно отстранился от возможности влиять на развитие этих идей в обществе. В первом после ссоры разговоре со своей покровительницей он сразу понимает, что она просто нахваталась новых слов от его сына. Сам по убеждениям либерал и идеалист, причём довольно возвышенных взглядов. Убеждён, что красота — самое важное в жизни человечества, главное условие его существования.
Николай Всеволодович Ставрогин — один из главных героев романа, весьма неоднозначная фигура. Является участником ключевых событий романа наравне с Петром Верховенским, который пытается вовлечь Ставрогина в свои планы. Имеет много асоциальных черт.
Важная для понимания фигуры Ставрогина и всего романа глава «У Тихона», где Ставрогин признаётся в совращении девочки 10 или 14 лет (в двух известных вариантах этой главы возраст разнится), была опубликована только в начале 1920-х гг. Это очень спорный вопрос, так как в приведённой ниже ссылке на главу написано:
Тихон вглядывался молча.

— Успокойтесь. Я не виноват, что девчонка глупа и не так поняла… Ничего не было. Ни-че-го.

— Ну и слава Богу, — перекрестился Тихон.

— Это всё долго объяснять… тут… тут просто психологическое недоразумение.

Он вдруг покраснел. Чувство отвращения, тоски, отчаяния выдавилось в лице его. Он замолчал, точно оборвал. Долго оба не говорили и не глядели друг на друга, больше минуты.

<. . .>

Этот жест — именно то, что она мне грозила, был уже мне не смешон, а ужасен. Мне стало жалко, жалко до помешательства, и я отдал бы мое тело на растерзание, чтоб этого тогда не было. Не о преступлении, не о ней, не о смерти её я жалею, а только того одного мгновения я не могу вынести, никак, никак, потому что с тех пор оно мне представляется каждый день, и я совершенно знаю, что я осужден.
Варвара Петровна Ставрогина — мать Николая Всеволодовича. Дочь богатого откупщика, который и оставил ей в наследство состояние и большое имение Скворешники, вдова генерал-лейтенанта Ставрогина (тот был как раз небогат, но зато знатен и со связями в обществе). К моменту смерти её супруга (последние несколько лет жившего в разлуке с женой) Степан Трофимович уже поселился в Скворешниках и даже в первое время, возможно, имел шансы жениться на Варваре Петровне (Рассказчик этого не исключает окончательно, а Пётр Степанович цинично замечает отцу, что, на его взгляд, такой момент действительно был). Во времена правления прежнего губернатора Ивана Осиповича, Варвара Петровна пользовалась большим уважением и влиянием в губернии, злые языки даже говорили, что истинный правитель — вовсе не Иван Осипович, а она. Однако к началу действия романа вдова «особенно и сознательно устранила себя от всякого высшего назначения» и сосредоточилась на ведении хозяйства, достигнув в этом больших успехов. При этом она находится в очень натянутых отношениях с женой нового губернатора Юлией Михайловной, воспринимая её как соперницу за главенствующее положение в обществе, что, впрочем, взаимно.
Варвара Петровна очень опытна и умна, много времени провела в высшем свете, а потому прекрасно разбирается в людях. Незлая, но очень властная, деспотичная по натуре женщина. Способна на сильную, даже жертвенную привязанность, но требует полного подчинения от тех, на кого она распространяется. Ярким примером являются её отношения со Степаном Трофимовичем: во многом относясь к нему по-матерински («она сама сочинила ему даже костюм, в котором он и проходил всю свою жизнь»), она связывала с ним свои мечты и замыслы (он — видный гражданский деятель, а она — его покровительница), фактически содержала его в течение двадцати двух лет (более того, на её деньги жил его сын Пётр Степанович) и собиралась оставить ему наследство, которого хватило бы Степану Трофимовичу до конца жизни, однако при этом чуть ли не насильно собралась женить его на Дарье Павловне при малейшем подозрении о том, что у той роман с Николаем. В то же время даже после полного разочарования в Степане Трофимовиче её привязанность к нему не угасла. Столь же главенствующее положение занимает она и в отношениях со своей воспитанницей Дарьей Павловной и старой подругой Прасковьей Ивановной Дроздовой (которую считает безнадёжной дурой и не скрывает этого). А иногда Ставрогина сажает людей в «золотую клетку» своей любви вообще против их воли: в конце романа она наполовину предлагает, наполовину приказывает книгоноше Софье Матвеевне, попутчице Степана Трофимовича во время его «последнего странствования», навеки поселиться в её имении на том основании, что нет у неё «теперь никого на свете».
Пётр Степанович Верховенский — сын Степана Трофимовича, молодой человек лет двадцати семи. Образовал в городе «революционную пятёрку», организатор и главный исполнитель убийства Шатова. Мастер интриг, хитёр, умён и коварен, при этом часто изображает из себя шута. Прообразами этой мрачной фигуры были революционеры Сергей Нечаев и Михаил Петрашевский.
Лизавета Николаевна Тушина — дочь Прасковьи Ивановны Дроздовой, подруги детства Варвары Петровны, около двадцати двух лет. Красивая девушка, во многом несчастная, слабая, но далеко не глупая. Многие приписывали ей роман со Ставрогиным; в конце произведения мы узнаём, что это правда. Преследуя свои цели, Пётр Верховенский сводит их вместе. Ночь, проведённая со Ставрогиным, открывает Лизе глаза, она понимает, что совершила большую ошибку, что он её не любит и никогда не любил. В состоянии помутнённого сознания она покидает его поместье и вместе с Маврикием Николаевичем, прождавшим её под дождём, отправляется на пожарище к дому убитых Лебядкиных, где умирает на руках у спутника, избитая разъярённой толпой, считающей её сопричастной к преступлению. Как и многие другие герои романа, Лиза погибает духовно обновлённой.
Иван Павлович Шатов — сын камердинера Варвары Петровны. В молодости был исключён из университета и много путешествовал по Европе. Бывший член революционного движения, разуверившийся в его идеях. Как утверждают современники, Достоевский вложил в его уста свои собственные идеи. Прообразом его послужил И. И. Иванов, убитый «Народной расправой». Погибает от рук кучки Верховенского.
Дарья Павловна Шатова — сестра Ивана Павловича, воспитанница и приживалка Варвары Петровны. Одно время была невестой Степана Верховенского, но свадьба не состоялась, потому что тот не захотел жениться на «швейцарских грехах Николая Ставрогина».
Капитан Игнат Тимофеевич Лебядкин — пьяница, поэт, сосед Ивана Шатова.
Мария Тимофеевна Лебядкина («Хромоножка») — слабоумная сестра капитана Лебядкина, тайная жена Николая Всеволодовича. Ставрогин когда-то женился на ней на спор, всю жизнь снабжал её и Лебядкина деньгами. Несмотря на своё малоумие, олицетворяет евангельскую святую, детскую простоту. Вместе с братом была убита Федькой Каторжным в результате интриги П. Верховенского.
Алексей Нилович Кириллов — инженер-строитель, молодой человек, лет около двадцати семи, знакомый П. Верховенского, Шатова и Ставрогина. По словам Шатова, был духовно растлён последним, превратившись в мизантропа и фанатика. Разработал философскую концепцию, согласно которой человек, отрицающий существование Бога, сам становится Богом, а значит волен в любых своих поступках. В доказательство этого Кириллов решил заявить «высший пункт» своеволия — совершить самоубийство. Был связан с революционерами, которым предложил использовать своё будущее самоубийство в нужных для них целях. Покончил с собой после убийства Шатова, по требованию Верховенского взяв вину на себя. Одним из прототипов Кириллова считается петрашевец К. И. Тимковский.
«Пятёрка» Верховенского:
- Сергей Васильевич Липутин — уже немолодой человек, мелкий чиновник, отец большого семейства, которое «держал в страхе Божием и взаперти». Пользовался в городе скверной репутацией, был замешан во многих скандалах, охотно распространял сплетни и был за это не раз наказан. Лицемерен, завистлив и подл, при этом человек неглупый и искренне верящий в грядущее социальное переустройство общества. Участвовал в убийстве Шатова, ведя себя достаточно хладнокровно. После убийства уехал в Петербург, но не найдя там Верховенского и Ставрогина, не стал бежать за границу, пустился в загул и был арестован. Фамилия персонажа напоминает фамилию нечаевцев братьев Лихутиных, однако в большей степени в нём отражены черты непосредственного участника убийства студента Иванова П. Г. Успенского и знакомого писателя, литератора А. П. Милюкова[12].
- Виргинский — тихий и серьёзный молодой человек тридцати лет, по словам хроникёра, «редкой чистоты сердца». Участвовал в убийстве Шатова, но пытался отговорить от него остальных членов «пятёрки». После убийства, не отрекаясь от социальных убеждений, проклинал «политический путь, на который был увлечён так нечаянно и легкомысленно „вихрем сошедшихся обстоятельств“». Частичными прототипами Виргинского считаются «нечаевцы» П. Г. Успенский и А. К. Кузнецов.
- Лямшин — почтовый чиновник, хорошо играл на фортепьяно и имел актёрский талант, в результате чего фактически играл в высшем обществе города роль шута, при этом наряду с Липутиным имел отношение к различным хулиганским выходкам, имевшим большой резонанс. «Раболепно заискивал» перед Петром Верховенским. Участвовал в убийстве Шатова, после чего находился в маловменяемом состоянии и, наконец, признался в преступлении, предав остальных членов кружка.
- Толкаченко («знаток народа») — эпизодический персонаж, один из участников «пятёрки», ему Верховенским была отведена вербовка «революционеров» среди проституток и преступников. Участвовал в убийстве Шатова, после сбежал в уезд, где и был арестован. Прототипом послужил фольклорист Иван Гаврилович Прыжов[13].
- Шигалёв — брат жены Виргинского, чрезвычайно мрачный и не слишком красивый («уши неестественной величины <…> как-то особенно врознь торчавшие») человек. Разработал собственную систему переустройства общества, заслужившую высокую оценку П. Верховенского, однако в убийстве Шатова участвовать отказался, заявив, что оно противоречит его идеям.

Эркель — очень молодой человек, прапорщик-артиллерист, попавший под влияние Петра Верховенского и фанатично преданный ему. Членом «пятёрки» не был, однако участвовал в убийстве Шатова и вёл себя во время и после него наиболее хладнокровно. Прототипом его был нечаевец Н. Н. Николаев.
Семён Яковлевич — юродивый. Прототипом его послужил известный московский юродивый Иван Яковлевич Корейша. Ироничный образ юродивого в романе написан под впечатлением книги И. Г. Прыжова «Житие Ивана Яковлевича, известного пророка в Москве».
Семён Егорович Кармазинов — знаменитый писатель. Пожилой человек, лет 55, имеет не слишком приятную внешность и манеры (например, говорит он «медовым, хотя несколько крикливым голоском» с «дворянским присюсюкиванием»), самолюбив, напыщен, завистлив и лицемерен. Кармазинов является писателем-западником, однако в современных политических и общественных событиях он ничего не понимает и боится их, отчего заискивает одновременно и перед властью, и перед нигилистами. Является карикатурным изображением Ивана Тургенева (хотя при этом внешне является полной противоположностью последнего), многие факты биографии Кармазинова повторяют биографию Тургенева. Кроме того, фамилия «Кармазинов» напоминает фамилию другого русского писателя — Н. М. Карамзина, что, по мнению П. Бицилли, указывает на то, что Кармазинов является воплощением «упадочной формы русского европеизма» (с которым традиционно ассоциируется Карамзин).
Федька Каторжный — вор, убийца. Когда-то был крепостным Степана Верховенского, но за карточный долг отдан в рекруты. Позднее попал на каторгу, потом сбежал, творил убийства и грабежи. Убийца капитана Лебядкина и его сестры. После конфликта с Петром Верховенским убит одним из шпигулинских.
Семейство фон Лембке — недавно назначенный губернатор Андрей Антонович и его жена Юлия Михайловна, к которой смог втереться в доверие Пётр Верховенский.
Отец Тихон — бывший архиерей, проживающий «на спокое» в Спасо-Ефимьевском Богородском монастыре. Ставрогин наносит ему визит и даёт прочесть свою исповедь.

## Роман в СССР
В советское время «антинигилистический роман» официально считался идеологически враждебным явлением, клеветническим по отношению к революционному движению, однако до 1930-х годов он переиздавался и изучался. В статье «Литературной энциклопедии» о Достоевском, том с которой вышел в 1930-м году, «Бесы» названы одной из «капитальных вещей» наряду с романом «Идиот» и повестью «Вечный муж».
В 1935 году в издательстве Academia по инициативе Л. Б. Каменева, вскоре арестованного и приговорённому к заключению по сфабрикованному делу, было подготовлено двухтомное издание романа «Бесы» с иллюстрациями С. М. Шор, предисловием П. П. Парадизова и комментарием Л. П. Гроссмана, но вышел (и был запрещён к распространению) только первый том, причём практически все экземпляры были уничтожены, П. П. Парадизов был репрессирован. Тогда же вышла статья Д. И. Заславского «Литературная гниль», в которой «реакционное» произведение было названо «грязнейшим пасквилем, направленным против революции». Отстоять издание попытался покровительствовавший Каменеву М. Горький: «Делаю это потому, что я против превращения легальной литературы в нелегальную, которая продаётся „из-под полы“, соблазняет молодежь своей „запретностью“… Советская власть ничего не боится, и всего менее может испугать её издание старинного романа. Но… т. Заславский доставил своей статейкой истинное удовольствие врагам и особенно — белой эмиграции». Заславский ему возразил: «…Если быть последовательным, то для знакомства с идеологией классового врага, по Горькому, надо печатать не только старое барахло 60-70 гг., но и современных… Из предложений подобного рода вытекает вывод о пользе издания… Троцкого, Зиновьева, Каменева…». После этого до начала «оттепели» «Бесы» попали под запрет, до перестройки не издавались отдельно, но только в составе собраний сочинений Достоевского (1957, 1974, 1982). По воспоминаниям М. Л. Гаспарова, директор Института мировой литературы Б. Л. Сучков «переводил на официальный язык Фейхтвангера, Манна и Кафку, и оказывалось: да, в их мыслях ничего опасного нет, их можно спокойно печатать по-русски. А роман Достоевского „Бесы“ нужно не замалчивать, а изучать, потому что это — предупреждение о китайской культурной революции. Тогда, в 1971, только такая логика и допускалась». Первые после долгого перерыва массовые издания «Бесов» вышли в 1989 году.

## Русская критика романа
- Александрович Ю. Матрёшкина проблема. «Исповедь Ставрогина» и проблема женской души
- Бердяев Н. А. Духи русской революции
- Бердяев Н. А. Ставрогин
- Бем А. Л. Эволюция образа Ставрогина (К спору об «Исповеди Ставрогина»), София, 1931
- Бем А. Л. Сумерки героя (Этюд к работе: Отражение «Пиковой дамы» в творчестве Достоевского)
- Бобров С. П. «Я, Николай Ставрогин»
- Бродский Н. Л. Угасший замысел
- Булгаков С. Н. Русская трагедия
- Виноградов В. В. Последний день приговорённого к смерти (Конец Кириллова)
- Вышеславцев Б. П. Русская стихия у Достоевского
- Гессен С. И. Трагедия зла (Философский смысл образа Ставрогина) // Путь. Париж, 1932. № 36. С. 44—74
- Горький А. М. О «Карамазовщине» Газета «Русское слово» № 219, 22 сентября 1913.
- Горький А. М. Еще о «Карамазовщине» Газета «Русское слово» № 248, 27 октября 1913.
- Гроссман Л. П. Стилистика Ставрогина
- Гроссман Л. П. Спешнев и Ставрогин (статье предшествовал доклад «Бакунин и Достоевский». Напечатан в журнале «Каторга и ссылка» 1924, 4).
- Долинин А. С. «Исповедь Ставрогина»
- Достоевский Ф. М. Бесы. Роман в трех частях. «Бесы»: Антология русской критики / Сост., подгот. текста, посл., коммент. Л. И. Сараскиной. М.: Согласие, 1996. 743 с.
- Иванов Вяч. И. Основной миф в романе «Бесы»
- Иваск Ю. П. Упоение Достоевского
- Комарович В. Л. Неизданная глава романа «Бесы»
- Мережковский Д. С. Пророк русской революции
- Переверзев В. Ф. Достоевский и революция
- Полонский Вяч. П. Николай Ставрогин и роман «Бесы» («Печать и Революция» 1925, 2)
- Сараскина Л. И. «Бесы»: роман-предупреждение Москва: Советский писатель, 1990.
- Степун Ф. А. «Бесы» и большевистская революция

## Экранизации
- 1915 — «Николай Ставрогин» — первая экранизация, несохранившийся фильм Якова Протазанова.
- 1915 — «Одержимый»— фильм Якова Протазанова.
- 1962 — «Одержимый» /Die Besessenen — фильм режиссёра Михаэля Кельманна по ромaну Фёдора Достоевского «Бесы» и пьесе Альбера Камю «Одержимые» (ФРГ)
- 1963 — Исповедь Стaврогина / Confesión de Stavroguin — короткометражный фильм режиссёра Хуана Хосе Гурролы[исп.] (Мексика)
- 1964 — Бесы / Los endemoniados — (эпизод сериала Первый ряд[исп.], режиссёр Марк Рейес (Испания)
- 1967 — Китаянка — вольное прочтение романа положено в основу сценария фильма Жана-Люка Годара (Франция)
- 1969 — Бесы, сериал Наоми Кэйпон[англ.] (Великобритания)
- 1972 — Бесы / I demoni — сериал Сандро Больки[итал.] (Италия)
- 1977 — «Бесы» / «Die Dämonen» — сериал Клауса Петера Витта[нем.] (ФРГ, Австрия)
- 1988 — «Бесы» — фильм режиссёра Анджея Вайды (на основе пьесы Альбера Камю «Одержимые» — инсценировки романа Достоевского).
- 1992 — «Бесы (Николай Ставрогин)» — фильм режиссёров Игоря и Дмитрия Таланкиных. (Россия)
- 2000 — «Бесы» — || телефильм Франка Касторфа, Германия
- 2006 — «Бесы» — фильм режиссёров Валерия Ахадова, Геннадия Карюка и Феликса Шультесса.
- 2009 — «Бесы» — телесериал режиссёров Льва Додина и Галины Любимовой (телеверсия спектакля Малого драматического театра — театра Европы)
- 2014 — «Бесы» — телесериал[20] режиссёра Владимира Хотиненко.
- 2014 — «Бесы» — фильм режиссёра Романа Шаляпина.
- 2024 — «Клипот» — сериал режиссёра Сергея Арланова, вольное переосмысление, действие происходит в современной России.

## Театр
- Инсценировка романа осуществлена французским писателем-абсурдистом Альбером Камю.
- В 1990 году состоялась премьера в Великом Новгороде, в областном театре драмы (реж. Анатолий Кошелев).
- В 1991 году состоялась премьера в Петербурге, в МДТ Европы (реж. Лев Додин). В 2005 году на радио «Культура» была создана радиоверсия этого спектакля в рамках программы «Театр FM с Мариной Багдасарян»[21].
- В 2012 году в академическом театре Е. Вахтангова состоялась премьера одноимённого спектакля Юрия Любимова[22].
- В апреле 2012 года в РАМТ состоялась премьера спектакля «Шатов. Кириллов. Пётр»[23].
- 19 апреля 2019 года состоялась премьера спектакля «Бесы. Осколки фальшивых идей» в Севастопольском академическом русском драматическом театре им. А. В. Луначарского. Сценическая версия и постановка- Григорий Лифанов[24].
- В 2020 году в Электротеатре Станиславский состоялась премьера оперы Александра Белоусова «Книга Серафима», частично основанная на главе «У Тихона»[25].
- 20 сентября 2024 года в новосибирском «Красном факеле» состоялась премьера спектакля «Бесы» (режиссёр А. М. Прикотенко).